# Kyalakhan
Kyalakhan är en ort i Azerbajdzjan.   Den ligger i distriktet Lerik Rayonu, i den södra delen av landet, 230 km sydväst om huvudstaden Baku. Kyalakhan ligger 1 532 meter över havet och antalet invånare är 942.
Terrängen runt Kyalakhan är huvudsakligen kuperad. Kyalakhan ligger nere i en dal. Närmaste större samhälle är Lerik, 15,5 km norr om Kyalakhan. 
Trakten runt Kyalakhan består i huvudsak av gräsmarker. Runt Kyalakhan är det ganska tätbefolkat, med 139 invånare per kvadratkilometer.